# Villa Lumière
La villa Lumière est une maison située à Lyon en France.
Située à proximité du hangar du Premier-Film, elle fait l'objet d'un classement au titre des monuments historiques depuis le 20 mai 1986. Elle est également labellisée « Maison des Illustres » en 2011.
La villa présente une décoration luxueuse, dans laquelle s'exprime des tendances Art nouveau. Elle abrite désormais un musée et un centre de documentation.

## Histoire
La villa est construite à la demande d'Antoine Lumière, père des frères Lumière, entre 1899 et 1902, sur des plans des architectes Paul Boucher et Charles-Joseph Alex. Elle constitue la maison d'habitation de la famille Lumière, à proximité immédiate des usines qu'ils exploitent.
Conçue pour être une demeure familiale, la villa n'est habitée que quelques années par Jeanne-Joséphine Lumière, l'épouse d'Antoine. Elle ne devient officiellement propriété de la société Lumière qu'en 1950, mais abrite pendant plusieurs années le siège social et les bureaux.

## Utilisations successives
Après sa rénovation en 1978, la villa accueille la Fondation nationale de la photographie, jusqu'à sa dissolution en 1993.
Par la suite, l'institut Lumière y installe le musée Lumière ainsi que la bibliothèque Raymond-Chirat.
Après près d'un an de travaux de rénovation, d’installation électrique, plomberie et accès PMR, le musée accueille de nouveau les visiteurs à compter de fin octobre 2023.